# Most Einsteina-Rosena

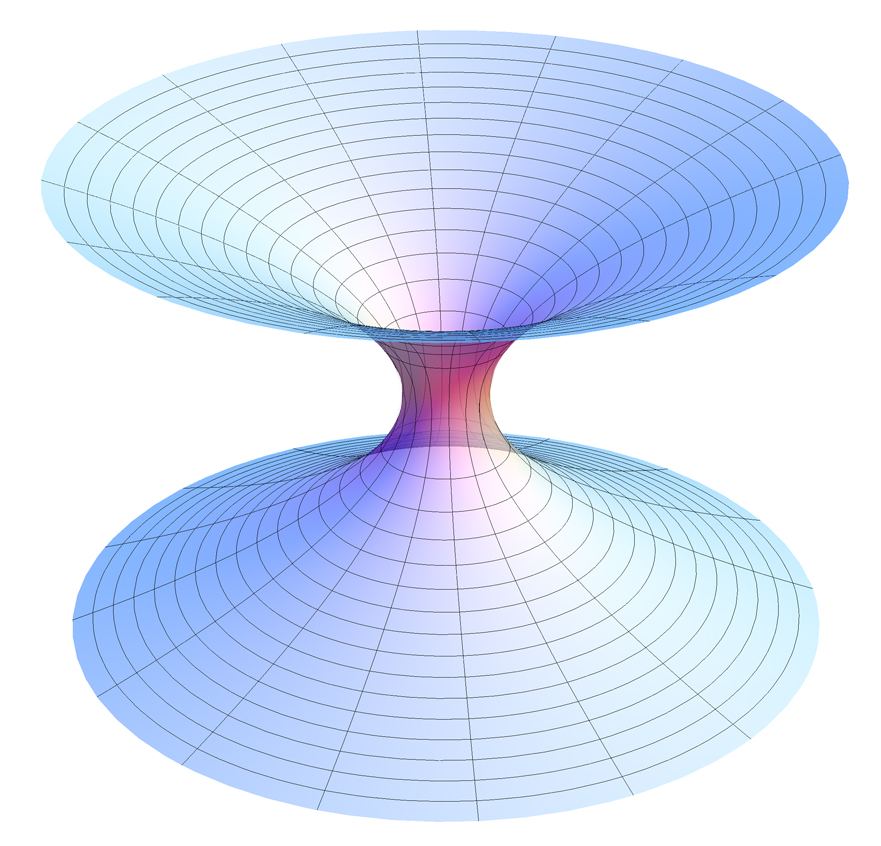
Przestrzenna wizualizacja mostu Einsteina-Rosena

Most Einsteina-Rosena (ang. Einstein-Rosen-bridge) zwany również Tunelem Schwarzschilda – odmiana tunelu czasoprzestrzennego, odkryta teoretycznie w ramach badań teorii względności prowadzonych w 1935 roku przez Alberta Einsteina i Nathana Rosena. Nazwą tą określano początkowo wszystkie modele tuneli czasoprzestrzennych, aż w miarę teoretycznego odkrywania tuneli o innych cechach w literaturze anglojęzycznej przyjęła się nazwa wormhole. Dziś określenie mostu Einsteina-Rosena stosuje się tylko do pierwotnego modelu odkrytego w 1935 roku. Choć teoria względności dopuszcza tunele czasoprzestrzenne jak most Einsteina-Rosena, to nie ma pewności co do tego, czy rzeczywiście mogłyby one istnieć w realnych warunkach fizycznych.
Teoria względności opisuje czas i przestrzeń jako elastyczne i połączone w jedność. Most Einsteina-Rosena powstaje przy połączeniu modelu obliczeniowego czarnej dziury – obszaru czasoprzestrzeni z granicą, za którą nie ma możliwości powrotnego wyjścia – z modelem jej czasoprzestrzennego przeciwieństwa – białej dziury, z granicą, za którą nic nie może się przedostać. Przez połączenie modeli powstaje rodzaj skrótu w czasoprzestrzeni – tunelu mogącego łączyć odległe regiony kosmosu. W latach 30. XX wieku podejrzewano, iż odległe mocno świecące obiekty o nazwie kwazary to w rzeczywistości białe dziury. Hipoteza zakładała, iż czarne dziury wsysają do siebie wszystko ze swojego otoczenia, a białe dziury wyrzucają całą tę materię w odległym miejscu w kosmosie. Jednak w 1962 roku fizycy John Archibald Wheeler i Robert Fuller udowodnili, iż mosty są bardzo niestabilne i nic, nawet światło, nie mogłoby się przez nie przedostać, gdyż zamknęłyby się one, zanim by do tego doszło.